# Kurixalus ananjevae
Espèce
Synonymes
- Chirixalus ananjevae Matsui & Orlov, 2004
- Chiromantis ananjevae (Matsui & Orlov, 2004)

Statut de conservation UICN

 DD  : Données insuffisantes
Kurixalus ananjevae est une espèce d'amphibiens de la famille des Rhacophoridae.

## Répartition
Cette espèce est endémique du centre du Viêt Nam. Elle se rencontre à environ 1 500 m d'altitude dans le district de Rao Cua dans la province de Hà Tĩnh.

## Étymologie
Cette espèce est nommée en l'honneur de la zoologiste russe Natalia Borisovna Ananjeva.

## Publication originale
- Matsui & Orlov, 2004 : A new species of Chirixalus from Vietnam (Anura:Rhacophoridae). Zoological Science, vol. 21, no 6, p. 671-676.